# 1867
Il 1867 (MDCCCLXVII in numeri romani) è un anno  del XIX secolo.

## Eventi
- Karl Marx completa la prima edizione de Il capitale.
- Nel Regno Unito, il governo Disraeli approva il Second Reform Act.
- Trieste diviene capitale della regione del litorale adriatico austriaco Küstenland.
- Alfred Nobel inventa la dinamite.
- Si inaugura e si pone in esercizio la Ferrovia del Brennero, in territorio allora completamente austriaco.
- Singapore passa sotto il dominio della Corona britannica.

### Maggio
- 7 maggio – L'Alaska viene ceduta dalla Russia agli Stati Uniti per 7.200.000 di dollari
- 11 maggio – Con la sottoscrizione del secondo trattato di Londra il Lussemburgo ottiene l'indipendenza dalla Confederazione germanica.[1]

### Giugno
- 1º giugno – Viene fondato l'ordine missionario dei Comboniani.
- 12 giugno – L'Impero austriaco a seguito dell'Ausgleich assume la forma di Impero austro-ungarico.
- 19 giugno – Fucilazione dell'imperatore Massimiliano I del Messico.
- 28 giugno – Italia: A Girgenti (odierna Agrigento) nasce Luigi Pirandello.

### Luglio
- 1º luglio – Instaurazione del dominion britannico della Federazione del Canada.

### Agosto
- 5 agosto – Incidente della Icarus.
- 10 agosto – Assassinio del padre di Pascoli (Ruggero).
- 15 agosto – Italia: Vengono soppressi gli enti ecclesiastici e messi in liquidazione i loro beni.

### Settembre
- A Bologna viene fondata la Società della Gioventù Cattolica Italiana, origine dell'Azione cattolica italiana.

### Ottobre
- 26 ottobre – Italia: Giuseppe Garibaldi occupa Monterotondo.

### Novembre
- 3 novembre – Battaglia di Mentana: Conclusione della Campagna dell'Agro Romano per la liberazione di Roma voluta da Giuseppe Garibaldi ed iniziata nel viterbese a settembre. Vi prendono parte circa ottomila Volontari provenienti da 220 Comuni d'Italia; le truppe pontificie e francesi sconfiggono i volontari di Garibaldi. Cimeli e memorie di questa Campagna Risorgimentale, l'ultima in Italia con la presenza dei volontari, sono nel Museo Nazionale di Mentana aperto dal 1905.

## Nati
Ci sono circa 680 voci su persone nate nel 1867; vedi la pagina Nati nel 1867 per un elenco descrittivo o la categoria Nati nel 1867 per un indice alfabetico.

## Morti
Ci sono circa 290 voci su persone morte nel 1867; vedi la pagina Morti nel 1867 per un elenco descrittivo o la categoria Morti nel 1867 per un indice alfabetico.

## Calendario
| Calendario 1867 | Calendario 1867 | Calendario 1867 | Calendario 1867 | Calendario 1867 | Calendario 1867 | Calendario 1867 | Calendario 1867 | Calendario 1867 | Calendario 1867 | Calendario 1867 | Calendario 1867 | Calendario 1867 | Calendario 1867 | Calendario 1867 | Calendario 1867 | Calendario 1867 | Calendario 1867 | Calendario 1867 | Calendario 1867 | Calendario 1867 | Calendario 1867 | Calendario 1867 | Calendario 1867 | Calendario 1867 | Calendario 1867 | Calendario 1867 | Calendario 1867 | Calendario 1867 | Calendario 1867 | Calendario 1867 | Calendario 1867 | Calendario 1867 |
| --------------- | --------------- | --------------- | --------------- | --------------- | --------------- | --------------- | --------------- | --------------- | --------------- | --------------- | --------------- | --------------- | --------------- | --------------- | --------------- | --------------- | --------------- | --------------- | --------------- | --------------- | --------------- | --------------- | --------------- | --------------- | --------------- | --------------- | --------------- | --------------- | --------------- | --------------- | --------------- | --------------- |
|                 | 1               | 2               | 3               | 4               | 5               | 6               | 7               | 8               | 9               | 10              | 11              | 12              | 13              | 14              | 15              | 16              | 17              | 18              | 19              | 20              | 21              | 22              | 23              | 24              | 25              | 26              | 27              | 28              | 29              | 30              | 31              |                 |
| Gennaio         | Ma              | Me              | Gi              | Ve              | Sa              | Do              | Lu              | Ma              | Me              | Gi              | Ve              | Sa              | Do              | Lu              | Ma              | Me              | Gi              | Ve              | Sa              | Do              | Lu              | Ma              | Me              | Gi              | Ve              | Sa              | Do              | Lu              | Ma              | Me              | Gi              |                 |
| Febbraio        | Ve              | Sa              | Do              | Lu              | Ma              | Me              | Gi              | Ve              | Sa              | Do              | Lu              | Ma              | Me              | Gi              | Ve              | Sa              | Do              | Lu              | Ma              | Me              | Gi              | Ve              | Sa              | Do              | Lu              | Ma              | Me              | Gi              |                 |                 |                 |                 |
| Marzo           | Ve              | Sa              | Do              | Lu              | Ma              | Me              | Gi              | Ve              | Sa              | Do              | Lu              | Ma              | Me              | Gi              | Ve              | Sa              | Do              | Lu              | Ma              | Me              | Gi              | Ve              | Sa              | Do              | Lu              | Ma              | Me              | Gi              | Ve              | Sa              | Do              |                 |
| Aprile          | Lu              | Ma              | Me              | Gi              | Ve              | Sa              | Do              | Lu              | Ma              | Me              | Gi              | Ve              | Sa              | Do              | Lu              | Ma              | Me              | Gi              | Ve              | Sa              | Do              | Lu              | Ma              | Me              | Gi              | Ve              | Sa              | Do              | Lu              | Ma              |                 |                 |
| Maggio          | Me              | Gi              | Ve              | Sa              | Do              | Lu              | Ma              | Me              | Gi              | Ve              | Sa              | Do              | Lu              | Ma              | Me              | Gi              | Ve              | Sa              | Do              | Lu              | Ma              | Me              | Gi              | Ve              | Sa              | Do              | Lu              | Ma              | Me              | Gi              | Ve              |                 |
| Giugno          | Sa              | Do              | Lu              | Ma              | Me              | Gi              | Ve              | Sa              | Do              | Lu              | Ma              | Me              | Gi              | Ve              | Sa              | Do              | Lu              | Ma              | Me              | Gi              | Ve              | Sa              | Do              | Lu              | Ma              | Me              | Gi              | Ve              | Sa              | Do              |                 |                 |
| Luglio          | Lu              | Ma              | Me              | Gi              | Ve              | Sa              | Do              | Lu              | Ma              | Me              | Gi              | Ve              | Sa              | Do              | Lu              | Ma              | Me              | Gi              | Ve              | Sa              | Do              | Lu              | Ma              | Me              | Gi              | Ve              | Sa              | Do              | Lu              | Ma              | Me              |                 |
| Agosto          | Gi              | Ve              | Sa              | Do              | Lu              | Ma              | Me              | Gi              | Ve              | Sa              | Do              | Lu              | Ma              | Me              | Gi              | Ve              | Sa              | Do              | Lu              | Ma              | Me              | Gi              | Ve              | Sa              | Do              | Lu              | Ma              | Me              | Gi              | Ve              | Sa              |                 |
| Settembre       | Do              | Lu              | Ma              | Me              | Gi              | Ve              | Sa              | Do              | Lu              | Ma              | Me              | Gi              | Ve              | Sa              | Do              | Lu              | Ma              | Me              | Gi              | Ve              | Sa              | Do              | Lu              | Ma              | Me              | Gi              | Ve              | Sa              | Do              | Lu              |                 |                 |
| Ottobre         | Ma              | Me              | Gi              | Ve              | Sa              | Do              | Lu              | Ma              | Me              | Gi              | Ve              | Sa              | Do              | Lu              | Ma              | Me              | Gi              | Ve              | Sa              | Do              | Lu              | Ma              | Me              | Gi              | Ve              | Sa              | Do              | Lu              | Ma              | Me              | Gi              |                 |
| Novembre        | Ve              | Sa              | Do              | Lu              | Ma              | Me              | Gi              | Ve              | Sa              | Do              | Lu              | Ma              | Me              | Gi              | Ve              | Sa              | Do              | Lu              | Ma              | Me              | Gi              | Ve              | Sa              | Do              | Lu              | Ma              | Me              | Gi              | Ve              | Sa              |                 |                 |
| Dicembre        | Do              | Lu              | Ma              | Me              | Gi              | Ve              | Sa              | Do              | Lu              | Ma              | Me              | Gi              | Ve              | Sa              | Do              | Lu              | Ma              | Me              | Gi              | Ve              | Sa              | Do              | Lu              | Ma              | Me              | Gi              | Ve              | Sa              | Do              | Lu              | Ma              |                 |